# Zorío
Zorío es una localidad española del municipio de Peñascosa, perteneciente a la provincia de Albacete, en la comunidad autónoma de Castilla-La Mancha.

## Historia
Hacia mediados del siglo XIX, el lugar era una aldea perteneciente a Alcaraz. Hacia 1858, formando ya parte de Peñascosa, tenía contabilizada una población de 53 habitantes. En 2022, tenía empadronados 7 habitantes.